# كأس المثابرة - بغداد 1966
كأس المثابرة 1966 هي النسخة الخامسة والأخيرة من كأس المثابرة في بغداد. كانت المباراة بين الفائز ووصيف دوري المؤسسات لموسم 1965–66، الفرقة الثالثة والقوة الجوية، وفاز الفرقة الثالثة بالمباراة بنتيجة 1-0.
أثناء المباراة خرجت الكرة إلى خارج الساحة باتجاه مقاعد البدلاء لكن الكرة اختفت ولم يُعثر عليها مما اضطر سكرتير اتحاد الكرة آنذاك عبد الله العزاوي إلى إرسال أحد العاملين في الاتحاد لجلب كرة جديدة من مخزن الاتحاد بعد أن توقفت المباراة قرابة نصف ساعة حتى جُلبت الكرة الجديدة واستؤنف اللعب مرة أخرى.

## مباراة

### تفاصيل
| الفرقة الثالثة | 1–0 | القوة الجوية |
| -------------- | --- | ------------ |
| إسماعيل 33'    |     |              |